# San Gregorio de Polanco
San Gregorio de Polanco è un comune dell'Uruguay, situato nel Dipartimento di Tacuarembó.